# Vera Blue
Vera Blue, pseudonimo di Celia Pavey (Forbes, 23 gennaio 1994), è una cantautrice australiana.

## Biografia

### Primi anni
Pavey è cresciuta ascoltando i grandi classici pop e folk degli anni Sessanta e Settanta mentre passava gran parte del suo tempo nella nursery di proprietà paterna. Sin da adolescente, sapeva efficacemente suonare come strumenti la chitarra e il violino e aveva dimostrato notevoli capacità canore.
Nel 2013, all'età di diciannove anni, ha preso parte alla seconda edizione della versione australiana del talent The Voice, dove si classificò terza. Pochi mesi dopo pubblica il suo album in studio di debutto, intitolato This Music, cui ha fatto seguito l'EP Bodies.

### 2015–presente: virata artistica ePerennial
Inizialmente restìa a sperimentare nuovi stili musicali, dopo aver conosciuto i fratelli produttori Andy e Thom Mak, ha iniziato a scrivere e registrare materiale inedito andando ad incorporare sonorità folk ed elettroniche. Per sottolineare il cambiamento artistico, la cantante dal quel momento decise di adottare il nome d'arte di Vera Blue. Poco tempo dopo pubblica due progetti, l'EP Fingertrips e nell'estate 2017 il secondo album in studio Perennial, che ha raggiunto il sesto posto della classifica degli album australiana.
Anticipato dai singoli di successo Private e Mended, il disco è stato promosso attraverso una lunga tournée che ha coinvolto diverse città australiane tra i mesi di luglio e settembre del 2017. A inizio 2018 pubblica il singolo Lady Powers, la cui crescente popolarità ottenuta in madrepatria l'ha portata ad avviare un nuovo tour in Australia tra i mesi di maggio e giugno 2018. Il concerto del 2 giugno sostenuto presso il Forum Theatre di Melbourne è stato registrato e pubblicato per il download digitale sotto forma di album dal vivo il 26 ottobre dello stesso anno, intitolato Lady Powers Live at the Forum.

## Discografia

### Album in studio
- 2013 – This Music (pubblicato come Celia Pavey)
- 2017 – Perennial
- 2022 – Mercurial

### Album dal vivo
- 2018 – Lady Powers Live at the Forum